# Isona i Conca Dellà
Isona i Conca Dellà är en kommun i Spanien.   Den ligger i provinsen Província de Lleida och regionen Katalonien, i den nordöstra delen av landet, 400 km öster om huvudstaden Madrid. Antalet invånare är 1 083. Arean är 139 kvadratkilometer. Isona i Conca Dellà gränsar till Abella de la Conca, Tremp, Salàs de Pallars, Conca de Dalt, Coll de Nargó, La Baronia de Rialb, Artesa de Segre, Gavet de la Conca, Llimiana, Talarn och Vilanova de Meià. 
Terrängen i Isona i Conca Dellà är huvudsakligen kuperad, men norrut är den bergig.